# Physodontia
Physodontia is een monotypisch geslacht van schimmels uit de orde Hymenochaetales. Het bevat alleen Physodontia lundellii. De familie is nog niet met zekerheid bepaald (incertae sedis).